# Chromagrion conditum
Chromagrion conditum är en trollsländeart som först beskrevs av Hagen in Selys 1876.  Chromagrion conditum ingår i släktet Chromagrion och familjen dammflicksländor. Inga underarter finns listade i Catalogue of Life.

## Bildgalleri

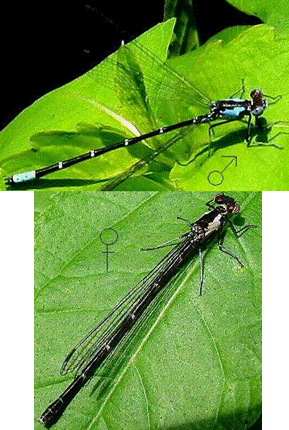